# 奧地利的瑪麗亞·克里斯蒂娜 (1742年—1798年)
玛丽亚·克里斯蒂娜（Maria Christina Johanna Josepha Antonia，1742年5月13日—1798年6月24日），是奥地利的玛丽亚·特蕾西亚和弗朗茨一世 (神圣罗马帝国)的第五个孩子。她于1766年和萨克森的阿尔贝特王子结婚，得到了泰申公国。1781-1789年和1791-1792年，玛丽亚·克里斯蒂娜和她的丈夫被任命为奥属尼德兰總督。1789年和1792年，她两次从荷兰被驱逐出境，之后和丈夫一起住在维也纳，直到去世。

## 生平

### 早期生活

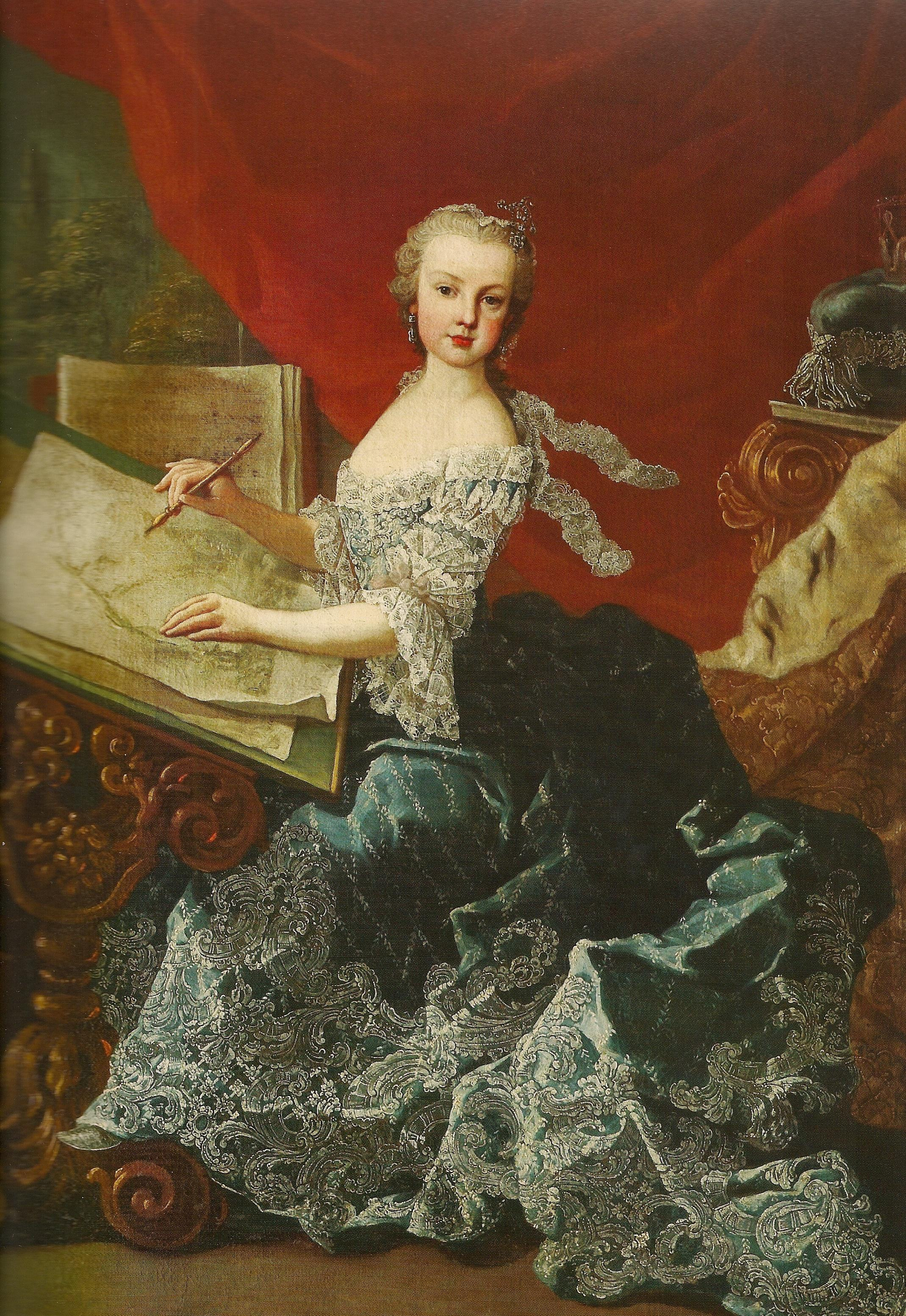
玛丽亚·克里斯蒂娜女大公，Martin van Meytens, 1750.

1742年5月13日，玛丽亚·克里斯蒂娜在奥地利维也纳出生，她是第五个孩子，也是第四个(存活的第二个)女儿。第二天，她在霍夫堡接受洗礼，取名玛丽亚·克里斯蒂娜·约翰娜·约瑟夫·安东尼娅；克里斯蒂娜是以她的祖母、神圣罗马皇后伊丽莎白·克丽斯汀的名字命名的，但在维也纳的宫廷里，她和她的家人总是叫她玛丽或咪咪。她是玛丽亚·特雷西娅最喜欢的孩子，这可以从女王写给她的信中看出。人们对她的童年知之甚少。1747年3月22日，普鲁士驻维也纳大使奥托·克里斯托弗·冯·波德维尔斯伯爵在一封信中称当时5岁的玛丽亚·克里斯蒂娜既漂亮又聪明。
公爵夫人年轻时任性、充满活力，父母对她特别疼爱。玛丽亚·克里斯蒂娜从母亲那里得到的那种声名狼藉的偏爱，引起了她的兄弟姐妹们的强烈嫉妒，他们回避她，越来越激烈地批评她在家庭中的显赫地位。
玛丽亚·克里斯蒂娜和她的家庭教师玛丽亚·夏洛特·特劳特森公主相处得很不好。然而，皇后直到1756年才同意更换家庭教师，当时她任命寡居的玛丽亚安娜瓦斯奎兹尼可可索娃伯爵夫人担任这一职务。玛丽亚·克里斯蒂娜和瓦斯奎兹的关系要好得多，几年后，瓦斯奎兹伯爵夫人甚至被玛丽亚·克里斯蒂娜的家族命名为俄伯斯索夫·迈斯特林。

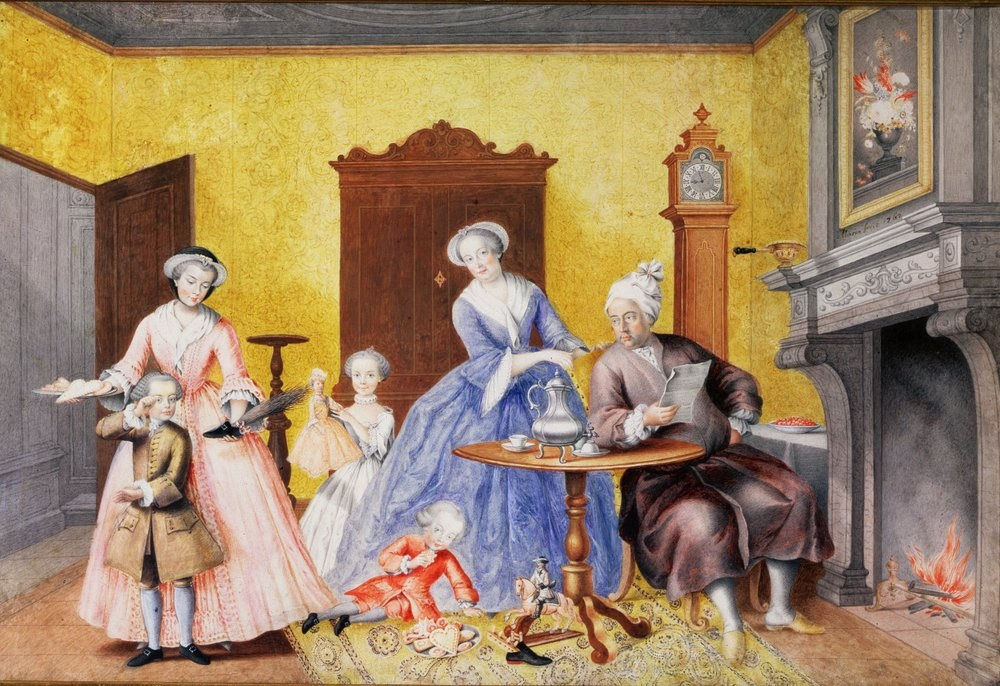
The Imperial family celebrating Saint Nicholas, by Archduchess Maria Christina, 1762.

玛丽亚·克里斯蒂娜美丽，高度聪明，也有艺术天赋，受到了了严格的教育。耶稣会神父拉施纳教她几种语言和历史。除此之外，公爵夫人还学会了完美的意大利语和法语。据波德维尔斯说，除了相当好的英语，她还特别喜欢说意大利语和法语。她很早就被证明是一位有才华的画家。在美泉宫展出的皇室成员的画像证明了她伟大的艺术才华。她画了一些家庭成员，包括她自己，也摹仿了荷兰和法国大师的风俗画。1762年左右，玛丽亚·克里斯蒂娜画了一幅特别的水粉画肖像，描绘了皇室庆祝圣尼古拉的场景：皇帝正在看报纸，皇后在端咖啡，而她的三个最小的兄弟姐妹（斐迪南、玛丽亚·安托尼亚和马克西米利安）带着礼物。
17岁的玛丽亚·克里斯蒂娜曾与符腾堡公爵路易斯·尤金有过一段恋情，但皇后很不赞成两人的婚姻，她认为符腾堡公爵的第三个儿子不足以成为大公夫人。1760年1月初，阿尔贝特王子和萨克森的克莱门斯来到朝廷，受到皇帝和皇后的热烈欢迎。阿尔贝特王子在一次音乐会上遇到了可爱的公爵夫人，公爵夫人也参加了那次音乐会。1760年1月底，阿尔贝特和克莱门斯从维也纳离开。
在接下来的几年里，玛丽亚·克里斯蒂娜和伊莎贝拉 (帕尔马郡主)发展了一段热恋，伊莎贝拉公主于1760年10月6日嫁给了未来的皇帝约瑟夫二世皇帝。这两个年轻女子经常一起玩。美丽、受过教育、非常敏感的伊莎贝拉厌恶宫廷礼仪和她作为哈布斯堡王朝继承人妻子的地位，想要一个更感性的命运；然而，尽管有这种内在的态度，她似乎很高兴，对自己的命运感到满意。虽然伊莎贝拉的丈夫深爱着她，但她对他却很冷淡。相反，她对玛丽亚·克里斯蒂娜怀有一种真挚的感情，她们之间大约有200封书信，通常是用法语写的。这两个女人似乎有一段浪漫的同性恋情。她们在一起的时间如此之长，以至于可以和与俄耳甫斯和欧律狄刻相比较。伊莎贝尔和咪咪不仅因为对音乐和艺术的共同兴趣而结合在一起，而且因为彼此深爱着对方。她们每天都给对方写长信，在信中表达她们的爱意。
玛丽亚·克里斯蒂娜对伊莎贝拉做了一个正式的描述，在这里她被描绘成一个和蔼可亲、善良大方的人，但也描述了她的弱点。1763年11月27日，玛丽亚·克里斯蒂娜的小姨子（她的小姨子越来越忧郁，对死亡的渴望也越来越强烈）在分娩并发症后早早去世，这让她心碎不已。

### 婚姻

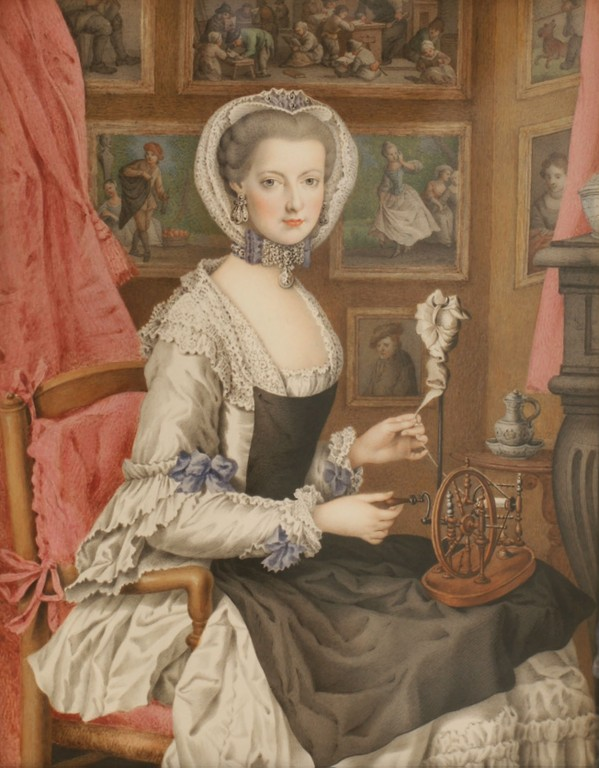
Self-portrait after an engraving of Johann Casper Heilmann, ca. 1765.

1763年12月，萨克森亲王阿尔贝特回到维也纳，对帕尔马的伊莎贝拉的逝世向王室表示哀悼。在伊莎贝拉与未来的约瑟夫二世结婚后，他成了伊莎贝拉的好朋友。正如他在日记中所指出的，他还与玛丽亚·克里斯蒂娜发展了亲密关系。1764年春天，萨克森王子首先在维也纳见到了公爵夫人，后来更经常在匈牙利的前首都普莱斯堡见到她。这次访问后，玛丽亚·克里斯蒂娜深深地爱上了阿尔贝特。阿尔贝特虽然很爱公爵夫人，但由于他在帝国标准中的地位相对薄弱，政治上也不稳定，所以玛丽亚·克里斯蒂娜不相信他能娶到她。但后来，阿尔贝特被邀请到维也纳，学习新的骑兵服役规则，参加朝廷的狩猎和娱乐活动，并受到玛丽亚·克里斯蒂娜的邀请，表达她对自己自由支配的感情，但没有公开。
玛丽亚·克里斯蒂娜对她母亲的影响很强烈，母亲批准了她与阿尔贝特的关系，但这对恋人被迫保持秘密的关系，因为皇帝想要她嫁给她的表哥萨伏依的贝内德托王子，沙布雷公爵 ( 洛林的伊丽莎白·特蕾泽的儿子，弗朗西斯一世的妹妹)。皇后建议急躁的女儿在与阿尔贝特的联络上显得冷静、谨慎；然而，玛丽亚克里斯蒂娜发现很难隐藏她对萨克森王子的感情，所以她接纳了母亲的新建议，使用沉默的策略。
1765年7月，皇室成员前往因斯布鲁克参加利奥波德大公, 托斯卡纳大公和西班牙的玛丽亚·路易莎公主的婚礼；阿尔贝特也加入了行列。由于查布莱斯公爵也在场，玛丽亚·克里斯蒂娜和她的心上人不得不更加小心行事。利奥波德结婚一个月后，皇帝突然（8月18日）死于中风或心脏病。皇室受到了这次死亡的严重影响，包括玛丽亚·克里斯蒂娜，她的婚姻计划现在已不再有障碍，因为她的母亲长期以来一直支持她。结果，她是玛丽亚·特蕾西娅唯一没有因为政治原因结婚的女儿；然而，由于皇帝的去世，在她结婚之前，人们预计会有一段相当长的哀悼期。

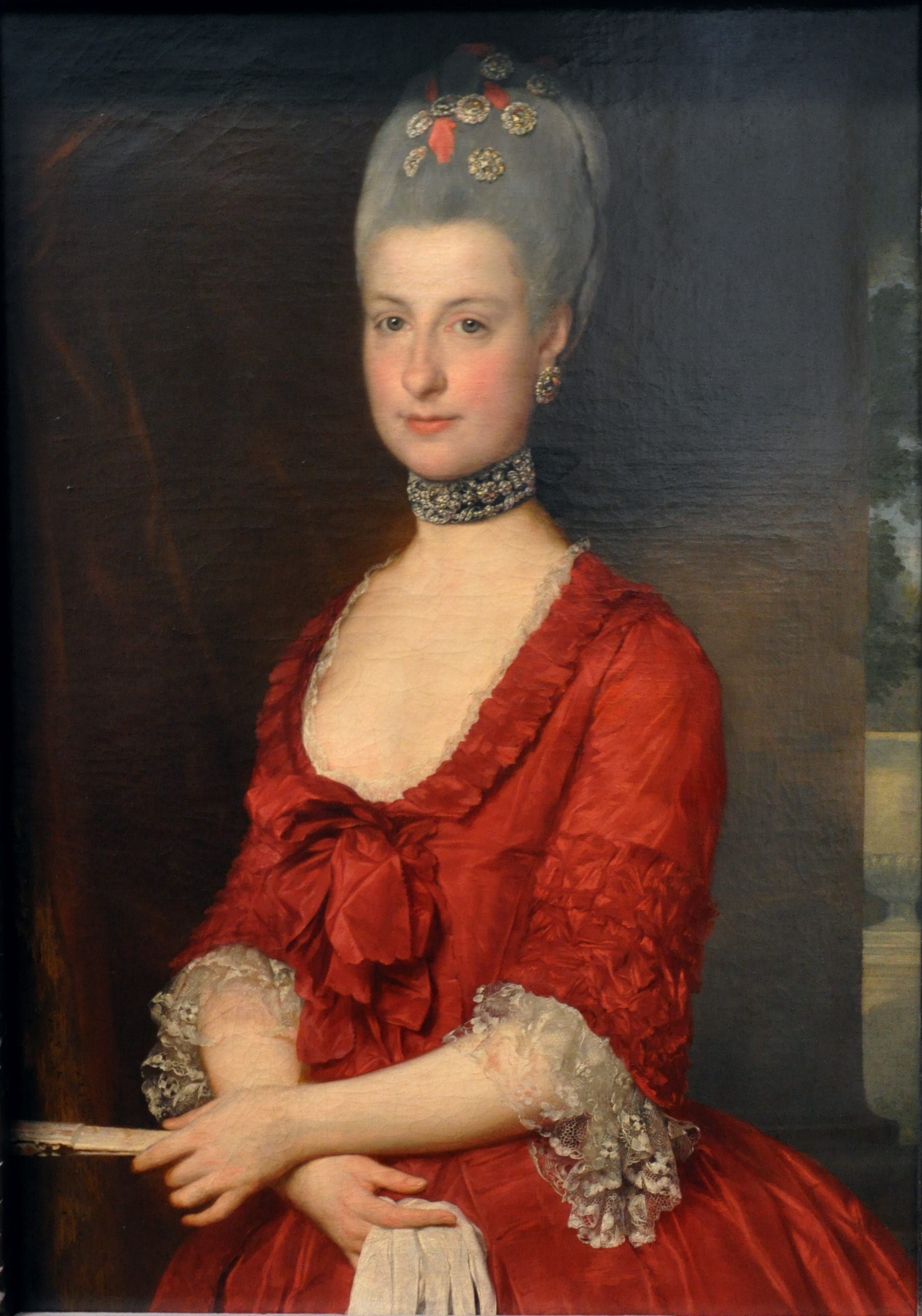
玛丽亚·克里斯蒂娜，泰申公爵夫人，Marcello Bacciarelli, 1766.

玛丽亚·克里斯蒂娜，泰申公爵夫人，Johann Baptist von Lampi the Elder, ca. 1766–1770.

婚礼的准备工作早在1765年11月就开始了。玛丽亚·特蕾西亚担心这对年轻的夫妇生活得不舒适。12月，阿尔贝特被任命为匈牙利陆军元帅和总督，这些职位迫使他和他未来的妻子住在普雷斯堡。当地的城堡花了130万莱茵盾翻修，太后甚至负责家具和餐具。在拉克森堡城堡，玛丽亚克里斯蒂娜和阿尔贝特接受了格伦内豪斯。当这对夫妇后来来到维也纳时，他们被允许住在霍夫堡皇宫。最后，玛丽亚·克里斯蒂娜得到了一笔丰厚的嫁妆：西里西亚泰申公爵领地，曼纳斯多夫、莫雄马扎尔古堡和其他贵族的城镇，以及10万莱茵盾。这对夫妇的家能容纳120人。这些送给玛丽亚·克里斯蒂娜的礼物引起了她的兄弟姐妹们的不快和嫉妒。
1766年1月7日，阿尔贝特（他对波兰王位的继承权为他赢得了几位专家）在普雷斯堡受到了市民们的礼遇。婚礼于4月2日举行，六天后，也就是4月8日，在霍夫宮教堂举行。在仪式上（太后出席了仪式），玛丽亚·克里斯蒂娜穿着一件镶有珍珠的白纱裙，阿尔贝特穿着军装，但由于持续不断的朝廷哀悼，其余的客人都穿着黑色的衣服。不久，这对新婚夫妇定居在普雷斯堡。
玛丽亚·克里斯蒂娜幸运地嫁给了她所爱的人，这让玛丽亚·特雷西娅的其他女儿们感到痛苦，她们已经对母亲的偏袒心怀怨恨。她的一个妹妹，玛丽亚·阿马利娅，也爱上了一个地位较低的王子茨魏布吕肯的查理，但被迫嫁给了帕尔马的费迪南多一世。在玛丽亚·特蕾西娅的余生里，她一直与玛丽亚·特蕾西娅疏远。
婚礼后的第一个星期，玛丽亚·克里斯蒂娜、阿尔贝特和玛丽亚·特蕾西亚进行了一次热烈的通信。玛丽亚·特蕾西娅非常想念她的女儿，给了她的女儿关于如何对待丈夫的忠告。她必须向太后承认这一点，不能独立行事。此外，她必须在基督教价值观的基础上培养一种体面的改变生活的态度。这对夫妇婚姻美满，在布拉迪斯拉发（普雷斯堡）宫举行了盛大的宫廷宴会，安排了盛大的节日，还经常去维也纳旅行。

### 争议
1767年5月16日，玛丽亚·克里斯蒂娜生下了一个女儿，名叫玛丽亚·克里斯蒂娜·特蕾西娅，但孩子只活了一天。玛丽亚·克里斯蒂娜出现了产褥热，而阿尔伯特在6月中旬患了天花，但是他们还是恢复了过来。
由于难产，玛丽亚·克里斯蒂娜无法再生孩子，1790年，她说服弟弟利奥波德，也就是托斯卡纳大公，让她和丈夫收养最小的儿子卡尔大公，以获得继承人。

### 匈牙利生活和意大利之旅

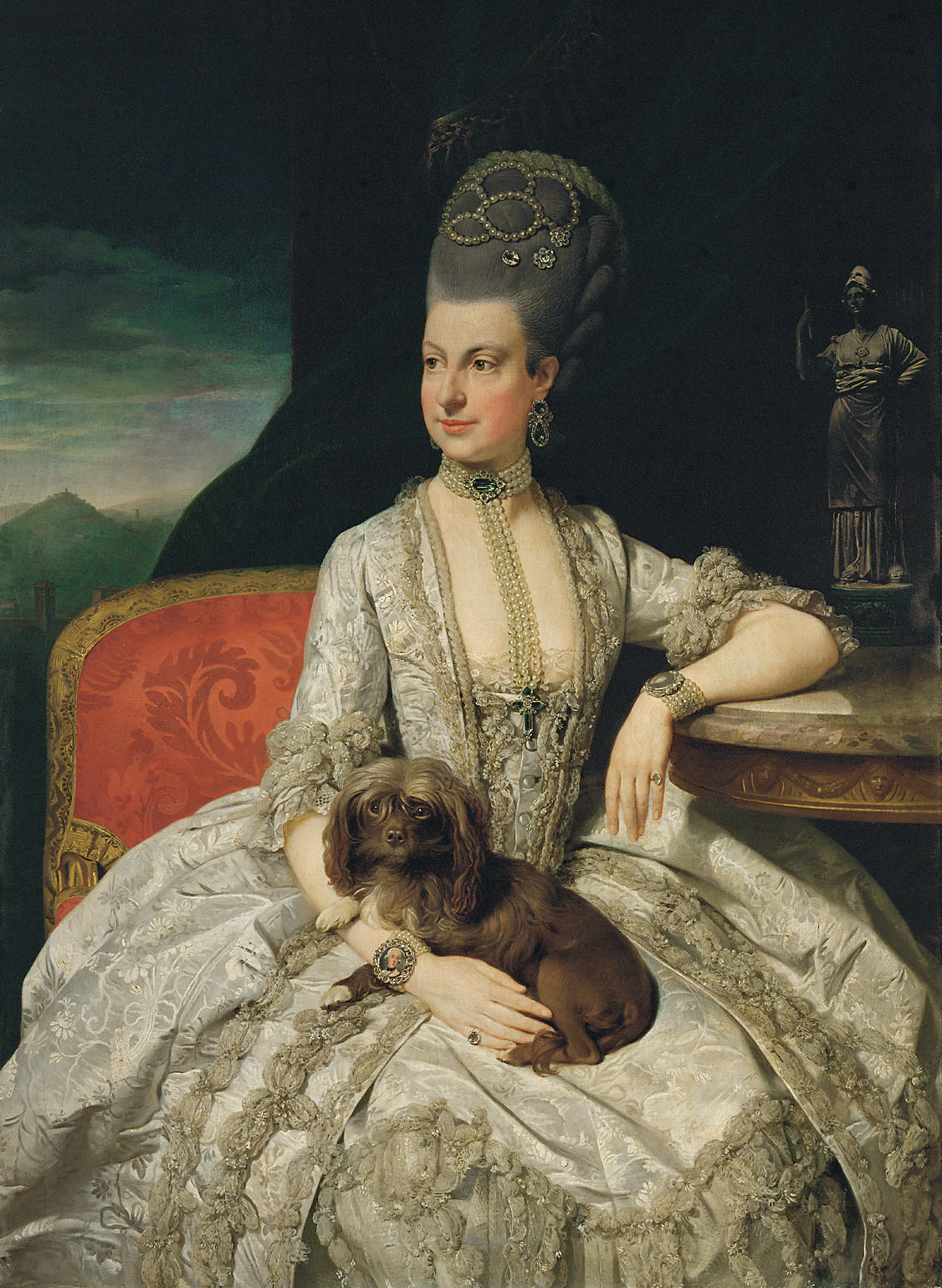
玛丽亚·克里斯蒂娜，泰申公爵夫人，Johann Zoffany, 1776.

在普雷斯堡，玛丽亚·克里斯蒂娜和她的丈夫能够举办奢华的宫廷生活，经常举办派对，并回维也纳探亲。他们很快就获得了匈牙利贵族和公民的喜爱，并致力于他们对艺术的共同兴趣，这使得普雷斯堡成为他们在那里的文化中心。正是在这里，他们开始了对绘画和版画的收集，后来他们收集的绘画和版画成为著名的阿尔贝蒂娜博物馆。
从1775年12月到1776年7月，玛丽亚·克里斯蒂娜和阿尔伯特长途跋涉来到意大利看望她的兄弟姐妹：利奥波德（佛罗伦萨）, 玛丽亚·卡洛琳娜（那不勒斯），玛丽亚·阿马利娅（帕尔马）和斐迪南（米兰），然后向母亲讲述了他们的生活。此外，这对夫妇还拜访了教宗庇护六世。然而，由于阿尔贝特在1777年至1778年巴伐利亚王位继承战争战争期间在军事上活跃，玛丽亚·克里斯蒂娜的健康状况变差，悲伤情绪有所增加。

### 奥属尼德兰总督

#### 早期
1780年7月4日，洛林的查理·亚历山大死后，玛丽亚·克里斯蒂娜和阿尔贝特根据玛丽亚·特蕾西娅的遗嘱被任命为奥属尼德兰总督。但玛丽亚·特蕾西娅于11月29日在准备这对夫妇的行程时去世。约瑟夫二世现在是神圣罗马帝国的唯一君主，他和姐姐关系不好，一直嫉妒姐姐的优越地位和她和母亲的亲密关系。为了让她离开维也纳，约瑟夫二世确认了她和她丈夫的总督任命，但减少了他们的收入。1781年6月3日，玛丽亚·克里斯蒂娜和阿尔贝特离开维也纳，7月9日，斯达亨伯格王子、被任命为奥属尼德兰公使的乔治·亚当，施塔勒姆贝格亲王在蒂嫩向他们表示欢迎。第二天（7月10日），他们正式进入布鲁塞尔，在那里定居。
约瑟夫二世不允许他的妹妹拥有与其职位相对应的财政资源。玛丽亚·克里斯蒂娜向她的弟弟利奥波德抱怨，并批评她在分配玛丽亚·特蕾西娅的遗产时受到的待遇。她和她的丈夫也无法发挥独立的政治作用，仅限于象征性的名义首脑。甚至在她的姐姐和姐夫被任命之前，约瑟夫二世（他严格控制了奥属尼德兰7个星期）就发现政府和内部条件是消极的，并决定进行深刻的改革。他与大臣们讨论他的计划，玛丽亚·克里斯蒂娜和丈夫只是执行皇帝通过他任命的顾问下达的命令和签署的法令。由于没有实权，玛丽亚·克里斯蒂娜和阿尔贝特只接待外宾，喜欢打猎。1782年到1784年间，他们为夏季住宅建造了拉肯宫，在那里他们完成了著名的阿尔伯丁艺术收藏。
然而，在奥属尼德兰，社会紧张局势普遍存在，财产大部分为上层两个阶层的成员所有，贵族在税收和司法方面享有明显的优惠，行政方面有很大的缺点，贸易阻碍了经济发展，对外贸易受到斯海尔德河货物运输障碍的影响。约瑟夫二世计划用巴伐利亚部分领土交换奥属尼德兰的部分领土，或在1784年至1785年被迫解除斯海尔德河通航障碍，但以失败告终。而施塔勒姆贝格亲王在1783年因为不受欢迎，被比利时的贝尔焦约索伯爵所取代成为公使。 1781年11月，由于对奥属尼德兰的情况缺乏清晰的认识，约瑟夫二世推行了激烈的改革，尤其是在教育领域，这引起了许多人的反对，导致天主教会的地位丧失。1783年3月，不同的修道院被废除。约瑟夫二世还建议在行政一级实行集中管理。

#### 维也纳和法国旅行
1785年至1786年冬天，玛丽亚·克里斯蒂娜和阿尔贝特在约瑟夫二世的邀请下前往维也纳。约瑟夫二世很有礼貌地接待了他的客人，并邀请他们参加节日。由于这次访问，约瑟夫二世下令于1786年2月7日在美泉宫的一场私人演出中为沃尔夫冈·阿马德乌斯·莫扎特的歌剧《剧院经理》和安东尼奥·萨列里的歌剧《音乐至上》。然而，这对夫妇并没有成功说服约瑟夫二世在实现他对奥属尼德兰的改革计划和撤销这些规定时采取更谨慎的态度。
1786年7月底，应国王路易十六的邀请，玛丽亚·克里斯蒂娜和丈夫抵达巴黎。在凡尔赛宫，她会见了她的妹妹玛丽·安托瓦内特王后（玛丽·安托瓦内特与她的关系冷淡）和法国帝国大使弗洛里蒙德·克劳德、梅希-阿让托伯爵。玛丽·安托瓦内特仅仅把玛丽亚•克里斯蒂娜当作凡尔赛宫的另一个国家的客人，她要求参观玛丽•安托瓦内特的私人寓所——小特里亚农宫的请求被置之不理。在对法国的短暂访问中，这对夫妇参观了博物馆和工厂，出席了宫廷庆祝活动，并会见了财政部长雅克·内克尔和他的女儿、著名作家德·斯戴尔夫人。1786年9月中旬，玛丽亚·克里斯蒂娜和丈夫回到布鲁塞尔。